# Route41
Pour les articles homonymes, voir Route 41.
Route 41 est l'ancien nom du réseau de transport interurbain du département de Loir-et-Cher en région Centre-Val de Loire, depuis le 1er septembre 2017, le réseau a disparu au profit du Réseau de mobilité interurbaine, abrégé en Rémi, à la suite de la reprise de la compétence des transports interurbains par la région.

## Historique
Le réseau Route 41 a été créé en 2009 par le Conseil départemental de Loir-et-Cher. Route 41 c'est à la fois le réseau de lignes qui relie plusieurs villes à Blois mais aussi le réseau scolaire du département sur certaines villes.
En 2012, avec l'intégration des communes de l'ancienne communauté de communes Beauce - Val de Cisse dans la communauté d'agglomération de Blois (Agglopolys), les circuits scolaires, le transports à la demande et la ligne 7, gérés par Route41 dans l'ancienne intercommunalité, ont été reprises par Agglopolys. La ligne 7 devenant la ligne 63 et les circuits scolaires devenant les lignes 100 à 112 sont intégrés dans le réseau TUB Blois (devenues les actuelles lignes L22 et S51 à S59 avec le réseau Azalys). Le transport à la demande avait quant à lui été intégré dans le service « TAD de Zélia » devenu Resago en 2013.
Le 1er septembre 2017, le réseau Route41 disparaîtra au profit du Réseau de mobilité interurbaine, abrégé en Rémi à la suite de la reprise de la compétence des transports interurbains par la région.

## Parc de véhicules
Renault Tracer, Irisbus Crossway, Irisbus Crossway LE, Renault Ares, Irisbus Recreo sont les principaux cars concernant la société TLC.

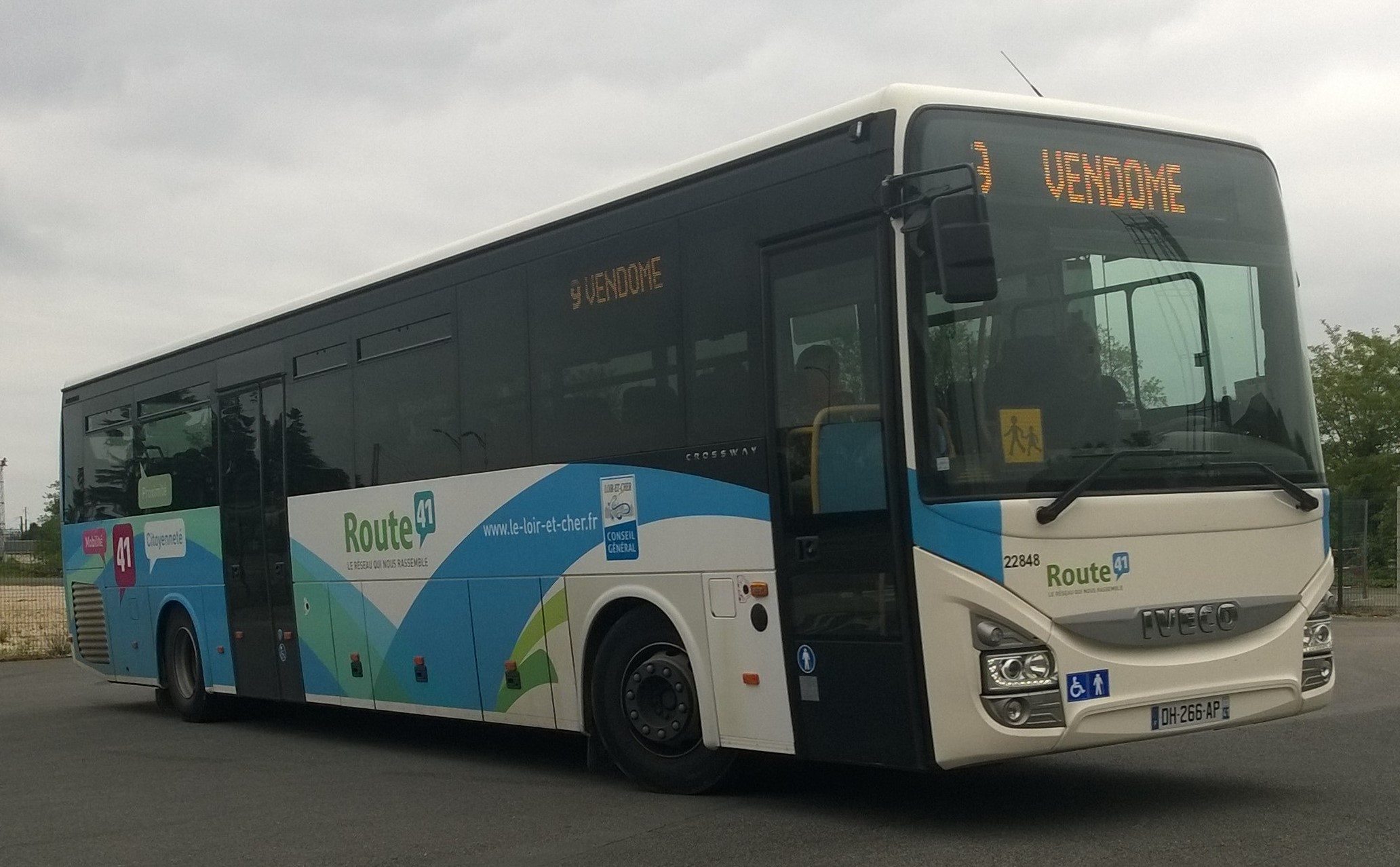
Autocar Iveco Bus Crossway du réseau Route41

## Transporteurs
La société qui exploite les lignes est TLC (Transports du Loir-et-Cher).
La société TLC sous-traite des lignes aux Cars Simplon.

## Réseau
Liste des lignes au 1er septembre 2014 :
| Lignes | Dessertes                                                                            |
| ------ | ------------------------------------------------------------------------------------ |
| 1      | Beaugency ↔ Saint-Laurent-des-Bois ↔ Montlivault ↔ Blois                             |
| 2      | Lamotte-Beuvron ↔ Chambord ↔ Blois                                                   |
| 3      | Salbris / Courmemin ↔ Mont-Près-Chambord ↔ Blois                                     |
| 4      | Romorantin-Lanthenay ↔ Contres ↔ Blois                                               |
| 5      | Selles-sur-Cher / Couffy ↔ Contres ↔ Blois                                           |
| 55     | Contres ↔ Blois                                                                      |
| 6      | Saint-Georges-sur-Cher ↔ Pontlevoy ↔ Blois                                           |
| 8      | Montoire-sur-le-Loir ↔ Saint-Amand-Longpré ↔ Herbault ↔ Blois                        |
| 9      | Vendôme ↔ Blois                                                                      |
| 10     | Ouzouer-le-Marché ↔ Blois                                                            |
| 11     | Lorges ↔ Villerbon ↔ Blois                                                           |
| 12     | Artins ↔ Montoire-sur-le-Loir ↔ Vendôme                                              |
| 13     | Mondoubleau ↔ Vendôme ↔ Blois                                                        |
| 14     | Vendôme ↔ La Ville-aux-Clercs ↔ Droué                                                |
| 16     | Beaugency ↔ Lestiou ↔ Mer ↔ Blois                                                    |
| 20     | Saint-Hilaire-la-Gravelle ↔ Vendôme                                                  |
| *      | Circuit des châteaux : Blois ↔ Chambord ↔ Cheverny ↔ Blois                           |
| *      | Navette Blois-Beauval : Blois ↔ Contres ↔ Saint-Aignan-sur-Cher (ZooParc de Beauval) |

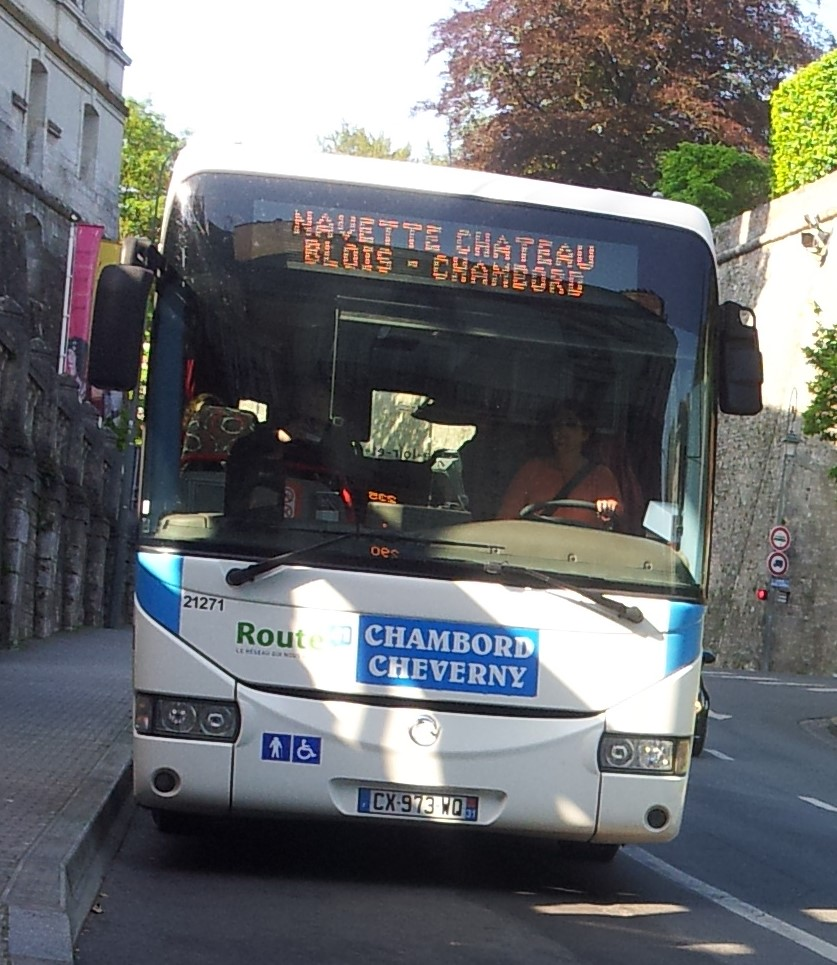
Autocar du réseau Route41 réservé pour la ligne Circuit des Châteaux

Les lignes 1, 2, 4, 5, 55, 6, 8, 9, 11 et 16 sont accessibles à l'intérieur de l'agglomération de Blois avec la tarification Azalys.